# Enigma-variációk
Az Enigma-variációk Edward Elgar Op. 36 jelzésű, 1899-ben Londonban, Richter János vezényletével bemutatott zenekari műve, amely szerzőjének hazai ismertséget hozott.
1898 októberében Elgar ezt írta Jaeger barátjának:
„Egy eredeti témára vázoltam fel variációkat. Elszórakoztam velük, mert egyes barátaimról neveztem el őket…”
A titokzatos téma az „Enigma”, amely önmagában voltaképp sosem szólal meg a műben, de mintegy rejtett kísér(t)etként az összes variáción végigvonul. A partitúrában minden változat elején kezdőbetűk, illetve álnevek állnak, amelyek a zeneszerző egy-egy barátját, ismerősét jelölik.

## A variációk
1. C.A.E. (Caroline Alice Elgar, Andante L'istesso tempo)
A zeneszerző feleségéről, Alice-ről szól. A főtémát követi, de egy oktávval magasabban szól, kidolgozottabb kísérettel.
2. H.D.S-P. (Hew David Stewart Powell, Allegro)
 Elgar zongorista barátjáról szól, aki a zeneszerző házánál játszott kamarazenét. Ujjgyakorlatként mindig a kromatikus skálákkal „melegített be”. A tétel ezekre reflektál, kissé szatirikus formában.
3. R.B.T. (Richard Baxter Townshend, Allegretto)
Egy különc, idős emberről szól, aki triciklivel közlekedett és Elgarral golfozott. Vidám és humoros tétel
4. W.M.B. (William Baker Meath, Allegro di molto)
 Elgar gazdag barátja, nagy földbirtokkal, aki hatalmas partikat rendezett. Ez a gyors és hangos tétel őt jeleníti meg, egy kissé felkavart hangulatban.
5. R.P.A. (Richard P. Arnold, Moderato)
Arnold amatőr zongorista, akivel Elgarnak fontos beszélgetései voltak, amelyek közben az illető rendszeresen szellemes és szórakoztató megjegyzéseket tett.
6. Ysobel (Isabel Fitton, Andantino) 
Isabel Fittonról szól, arról a hölgyről, aki bemutatta Elgart leendő feleségének.
7. Troyte (Arthur Toyte, Presto)
Arthur Troyte Griffithről szól, aki építész és festő. Elgarral együtt sportolt és közösen fedezték fel az angol táj szépségeit.
8. W.N. (Winifred Norbury, Allegretto)
Winifredről és kedves otthonáról szól, aki sokat segített Elgarnak zenei programokat szervezni Worchestershire-ben.
9. Nimrod (August Johannes Jaeger, Adagio)
Egyike Elgar leghíresebb darabjainak. August Johannes Jaegerről szól, a zeneszerző legközelebbi barátjáról. Szünet nélkül követi az előző tételt. Ezt használta fel Hans Zimmer a Dunkirk záró jelenetéhez, ahol a Spitfire siklik.
10. Dorabella (Dora Penny, Intermezzo: Allegretto)
Dora Pennyről, a szép fiatal nőről, aki rajongva csodálta a művész zenéjét, Elgarékkal lakott, és velük is nyaralt.
11. G.R.S. (Dr. George Sinclair, Allegro di molto)
A fenti néven nevezett buldogról szól, amit Elgar rendszeresen sétáltatott és ami a folyóparton gyakran teljesen váratlanul a vízbe ugrott. Dr. George Sinclairnek hívták a Hereford katedrális orgonistáját is.
12. B.G.N. (Basil Nevilson, Andante)
Nevilson amatőrcsillagászról szól ez a rész, aki kamarazenét játszott a szerzővel.
13. |*** (Romanza: Moderato)
Elgar sohasem indokolta meg, hogy miért adta ezt a "címet" a 13. variációnak. Egy bizonyos hölgyről szól, akit egy tengeri utazáson ismert meg.
14. E.D.U. (Finálé: Allegro - Presto)
 A finálé magáról Elgarról szól, akinek felesége adta az Edu becenevet. Ez a leghosszabb az összes variáció között. Visszatér az eredeti téma, majd Alice motívuma is megjelenik.

## Hangszerelés
1 pikoló, 2 fuvola, 2 oboa, 2 klarinét, 2 fagott, 1 kontrafagott, 4 kürt, 3 trombita, 3 harsona, 1 tuba, üstdob, nagydob, pergődob, triangulum, cintányér, orgona (tetszés szerint) és vonós hangszerek
Az előadása - tempóválasztástól függően - 28-36 percet vesz igénybe.